# Superpuchar Serbii w piłce siatkowej mężczyzn (2013)
Superpuchar Serbii w piłce siatkowej mężczyzn 2013 – trzecia edycja rozgrywek o Superpuchar Serbii rozegrana 17 października 2013 roku w Centrum Kultury i Sportu "Šumice" w Belgradzie. W meczu o Superpuchar udział wzięły dwa kluby: mistrz Serbii i zdobywca Pucharu Serbii w sezonie 2012/2013 - Crvena zvezda Belgrad oraz finalista Pucharu Serbii 2013 - Radnički Kragujevac.
Po raz trzeci z rzędu zdobywcą Superpucharu Serbii została Crvena zvezda Belgrad.

## Drużyny uczestniczące
| Drużyna               | Osiągnięcia w sezonie 2012/2013                   |
| --------------------- | ------------------------------------------------- |
| Crvena zvezda Belgrad | mistrzostwo Serbii i zwycięstwo w Pucharze Serbii |
| Radnički Kragujevac   | finał w Pucharze Serbii                           |

## Mecz
Czwartek, 17 października 2013 – 18:00 (UTC+2) • Centrum Kultury i Sportu "Šumice", Belgrad
Widzów: 250
Czas trwania meczu: 129 minut
Sędziowie: Ivan Lazarević i Boris Kolarević
| Crvena zvezda Belgrad | 3:2                                       | Radnički Kragujevac |
| Dušan Petković 34 pkt | (25:21, 25:23, 21:25, 21:25, 15:7) raport | Uglješa Ilić 21 pkt |

| Poz.                 | Nr | Zawodnik             | 1        | 2        | 3        | 4        | 5        | Pkt |
| -------------------- | -- | -------------------- | -------- | -------- | -------- | -------- | -------- | --- |
| Ś                    | 1  | Aleksandar Okolić    | 8 pięć   | 8 pięć   | 8 pięć   | 8 pięć   | 8 pięć   | 5   |
| P                    | 6  | Filip Stoilović      | 7 cztery | 7 cztery | 7 cztery | 7 cztery | 7 cztery | 12  |
| P                    | 8  | Lazar Koprivica      | 4 jeden  | 4 jeden  | 4 jeden  | 4 jeden  | 4 jeden  | 15  |
| Ś                    | 9  | Vuk Milutinović      | 5 dwa    | 5 dwa    | 5 dwa    | 5 dwa    | 5 dwa    | 3   |
| A                    | 12 | Dušan Petković (K)   | 6 trzy   | 6 trzy   | 6 trzy   | 6 trzy   | 6 trzy   | 34  |
| R                    | 17 | Maksim Buculjević    | 9 sześć  | 9 sześć  | 9 sześć  | 9 sześć  | 9 sześć  | 6   |
| L                    | 18 | Filip Vujić          | L        | L        | L        | L        | L        |     |
| Zmiany               |    |                      |          |          |          |          |          |     |
| P                    | 4  | Milan Perić          |          |          | 2 zmiana | 2 zmiana | 4 pusty  |     |
| P                    | 10 | Raško Jovanović      | 2 zmiana |          | 2 zmiana | 4 pusty  | 4 pusty  |     |
| Nie weszli na boisko |    |                      |          |          |          |          |          |     |
| R                    | 3  | Nikola Stoković      |          |          |          | 4 pusty  | 4 pusty  |     |
| A                    | 7  | Aleksandar Gmitrović |          |          |          | 4 pusty  | 4 pusty  |     |
| Ś                    | 13 | Nikola Jovanović     |          |          |          | 4 pusty  | 4 pusty  |     |
| Trener               |    |                      |          |          |          |          |          |     |
| Duško Nikolić        |    |                      |          |          |          |          |          |     |

| Poz.                 | Nr | Zawodnik              | 1        | 2        | 3        | 4        | 5        | Pkt |
| -------------------- | -- | --------------------- | -------- | -------- | -------- | -------- | -------- | --- |
| P                    | 1  | Lazar Ćirović         | 7 cztery | 7 cztery | 7 cztery | 7 cztery | 7 cztery | 15  |
| R                    | 3  | Igor Jovanović        | 9 sześć  | 9 sześć  | 9 sześć  | 9 sześć  | 9 sześć  | 1   |
| P                    | 6  | Ivan Perović          | 4 jeden  | 4 jeden  | 4 jeden  | 4 jeden  | 4 jeden  | 17  |
| Ś                    | 8  | Radiša Stevanović     | 5 dwa    | 5 dwa    | 5 dwa    | 5 dwa    | 5 dwa    | 11  |
| A                    | 11 | Uglješa Ilić          | 6 trzy   | 6 trzy   | 6 trzy   | 6 trzy   | 6 trzy   | 21  |
| Ś                    | 14 | Aleksandar Blagojević | 8 pięć   | 8 pięć   | 8 pięć   | 8 pięć   | 8 pięć   | 6   |
| L                    | 15 | Srđan Pantelić        | L        | L        | L        | L        | L        |     |
| Zmiany               |    |                       |          |          |          |          |          |     |
| P                    | 5  | Arsenije Protić       |          |          | 2 zmiana | 2 zmiana | 2 zmiana |     |
| P                    | 7  | Dušan Vulović         |          | 2 zmiana |          | 4 pusty  | 4 pusty  |     |
| Ś                    | 13 | Marko Maksimović (K)  |          | 2 zmiana | 2 zmiana | 2 zmiana | 2 zmiana |     |
| Nie weszli na boisko |    |                       |          |          |          |          |          |     |
| A                    | 2  | Petar Premović        |          |          |          | 4 pusty  | 4 pusty  |     |
| R                    | 9  | Milan Ilić            |          |          |          | 4 pusty  | 4 pusty  |     |
| Trener               |    |                       |          |          |          |          |          |     |
| Dejan Matić          |    |                       |          |          |          |          |          |     |

## Statystyki meczowe
| CRV | STATYSTYKI        | RAD |
| 107 | MAŁE PUNKTY       | 101 |
| 59  | ATAK              | 59  |
| 13  | BLOK              | 9   |
| 3   | SERWIS            | 2   |
| 32  | BŁĘDY PRZECIWNIKA | 31  |

## Ustawienie wyjściowe drużyn
| Koprivica Milutinović Petković Stoilović Okolić Buculjević Vujić Perović Stevanović Ilić Ćirović Blagojević Jovanović Pantelić |